# Liste der Kulturdenkmäler in der Kernstadt von Landau in der Pfalz
In der Liste der Kulturdenkmäler in der Kernstadt von Landau in der Pfalz sind alle Kulturdenkmäler im Kernbereich der rheinland-pfälzischen Stadt Landau in der Pfalz aufgeführt. Grundlage ist die Denkmalliste des Landes Rheinland-Pfalz (Stand: 6. November 2023).

## Denkmalzonen
| Bezeichnung                                                    | Lage | Baujahr                                               | Beschreibung | Bild                                    |
| -------------------------------------------------------------- | --- | ----------------------------------------------------- | --- | --------------------------------------- |
| Denkmalzone An 44                                              | An 44 3, 7–31 (ungerade Nummern), Nordring 1, 1a, 2, Pestalozzistraße 1 Lage                                                                 | Ende des 19. und Anfang des 20. Jahrhunderts          | qualitätvolle spätgründerzeitliche Bebauung vom Ende des 19. und Anfang des 20. Jahrhunderts mit eineinhalb- bis dreigeschossigen villenartigen, bisweilen gruppierten Wohnhäusern und Villen; die Vorgärten mit den originalen schmiedeeisernen Einfriedungen | Fotos hochladen                         |
| Denkmalzone ehemalige Artilleriekaserne Estienne et Foch       | Cornichonstraße Lage | Ende des 19. Jahrhunderts                             | dreigeschossige langgestreckte gründerzeitliche Klinkerbauten über bossierten Sockelgeschossen, zum Teil mit Risaliten oder pavillonartig hervortretenden Bauteilen unter Walmdach; zur Gesamtanlage die Bebauung entlang der Straße gehörig (Bau 014, 013, 002, 001, 102); im Kasernenareal außerdem die Familiengebäude 010, 003 sowie die Funktionsgebäude 005/006, 068, 018, 024, 041; durchgehend gründerzeitliche Klinkerbauten unter flachgeneigten Walm- oder Satteldächern | Fotos hochladen                         |
| Denkmalzone Ehemalige französische Schule                      | Dagobertstraße 1, 5, Merowingerstraße 1, 1a Lage                                                                                             | 1953                                                  | ehemalige französische Schule; Beton-Flachdachbau, 1953, Architekt Johannes Krah, Hof mit Baumbestand | weitere Bilder Fotos hochladen          |
| Denkmalzone Daniel-Knobloch-Straße                             | Daniel-Knobloch-Straße 1, 1a–9 Lage | 1920er Jahre                                          | kleine Siedlung mit typenhaften Einfamilienhäusern im Landhausstil, 1920er Jahre; verbretterte Holzkonstruktionen | Fotos hochladen                         |
| Denkmalzone Fort                                               | Fortstraße Lage | 1700–02                                               | vorgeschobene barocke Befestigungsanlage, 1700–02, Stadtbaumeister Ingenieur-Oberst Jacques de Tarade: Hauptwall mit Kronwerk aus zwei Halb- und drei Vollbastionen, Hauptgraben, Grabenscheren, Resten der Vorwerken und untertägigen Anlagen; weiterer Ausbau 1705–33 und 1743, Umwandlung in Parkanlage nach 1883; zugehörig: Denkmal Emich von Leiningen und Rudolf von Habsburg sowie Bismarckturm | Fotos hochladen                         |
| Denkmalzone Festungsanlagen                                    | Altstadt mit ehemaligem Festungsgürtel | 1688–1702                                             | barocke Festungsanlagen, 1688–1702, Planung Sébastien Le Prestre de Vauban, Leitung Jacques de Tarade, fortgesetzt ausgebaut, mit Veränderungen des 19. Jahrhunderts; 1871 geschleift und in großen Teilen überbaut; bauliche Gesamtanlage mit in unterschiedlichem Umfang anschaulich erhaltenen Teilen der Festungswerke, einschließlich zugehöriger Freiflächen und wasserbaulicher sowie zugänglicher untertägiger Anlagen: - Queichkanal mit Uferbefestigung, Brücken, Batardeaus, z. B. Nr. 151/152 und Schleusen, z. B. Nr. 45 und Nr. 131; - Derivationskanal mit Schließen, z. B. Nr. 54 und Nr. 112, Batardeaus und Werken, u. a. Nr. 64; - Kanaltunnel nach Mörlheim (Maximilianstraße); - Contregarde Nr. 1 mit Resten der Speyrer Allee (Nordpark); - Tunnel des Ravelin Nr. 9 (entlang Xylanderstraße, zwischen Obertorplatz und Savoyenpark); - Flanken des Grand Reduit Nr. 13 (Reduitstraße); - Lunette Nr. 35 mit Tunnelsystem (Ostpark); - Tunnelanlage Nr. 37 (Friedrich-Ebert-Straße); - Tunnelsystem der Lunette Nr. 38; - Tunnelsystem zum Cornichon Nr. 39 (Dagobertstraße); - Cornichon Nr. 39 (Dagobertstraße/Merowingerstraße); - Tunnelsystem Lunette Nr. 40 (Cornichonstraße); - Lunette Nr. 41 mit Turm und Tunnelsystem (Savoyenpark); - Tunnelsystem der Lunette Nr. 42 (Goethepark); - Hauptverteilerschleuse Nr. 45 a/b (zwischen Westring und An 44); - Redoute Nr. 44 (Spionskopf); - Hauptmauerstück mit Einlassschleuse Nr. 47, Schleusenhaus (Waffenstraße); - Tunnelsystem zum Werk Nr. 49 am Pockensatz; - Lunette Nr. 55 (Nordparkstr. 1); - Schleusen Nr. 57 und 166 (Daniel-Knobloch-Straße); - Fortanlage mit Werken Nr. 59 bis Nr. 66 und Nussdorfer Tor; - Deutsches Tor, Nr. 67 (Neustadter Str. 2) (⊙); - Französisches Tor, Nr. 68, mit Hauptwallrest (Obertorplatz 4) (⊙); - Hauptauslassschleuse Nr. 71 mit Pferdetränke, Batardeau und Mauerbär (Schleusenstraße); - Inondationskessel Nr. 80 (Ostpark); - Werk Nr. 100 mit Tunnelsystem (Paul-von-Denis-Straße); - Werk Nr. 90 mit aufgesetzter Spitze des Turmes (Ostpark); - Verteilerschleuse Nr. 97 (Ostbahnstraße); - Ableitschleuse Nr. 131 und Böschungsmauern (Prießnitzweg) | weitere Bilder Fotos hochladen          |
| Denkmalzone Friedrich-Ebert-Straße                             | Friedrich-Ebert-Straße 10–16, 7–17, Vogesenstraße 17, Marienring 8 Lage                                                                      | um 1900                                               | zwei- und dreigeschossige spätgründerzeitliche Bebauung um 1900; historisches Straßenpflaster | Fotos hochladen                         |
| Denkmalzone Westliche Glacisstraße                             | Glacisstraße 6–20, 7/7a Lage | um 1890                                               | dreigeschossige Mietshauszeile mit spätgründerzeitlichen Klinkerbauten, Erdgeschoss in Sandstein | Fotos hochladen                         |
| Denkmalzone Glacisstraße                                       | Glacisstraße 9–19 (ungerade Nummern), 11a, 22–34 (gerade Nummern), 22a, 26a, Moltkestraße 18 Lage                                            | um 1890/1900                                          | geschlossene Bebauung gehobenen Anspruchs um 1890/1900; spätgründerzeitliche gruppierte Wohnhäuser, mit ausgebauten Mansarddächern auf der Südseite; eingefriedete Vorgärten; Nr. 26 bezeichnet 1898 | Fotos hochladen                         |
| Denkmalzone Schlachthof                                        | Heinrich-Heine-Platz 5/10 Lage | 1893–99                                               | ehemaliger Schlachthof, 1893–1899; fünfschiffige Schlachthalle (Nr. 10) sowie Wasserturm (Nr. 5): Mischformen aus Neurenaissance und Jugendstil | Fotos hochladen                         |
| Denkmalzone Albersweilerer Kanal                               | Kanalweg, An der Kreuzmühle | 1687/88                                               | als Transportkanal zwischen den Steinbrüchen bei Albersweiler und der Festung Landau 1687/88 angelegt, im späten 18. Jahrhundert aufgegeben; teilweise erhaltenes Geländeprofil, Reste der Schleusenanlage an der Kreuzmühle (⊙), Aquädukte 79 (⊙) und 80 (⊙) | Direkt Bild zu diesem Denkmal hochladen |
| Denkmalzone Karl-Sauer-Block                                   | Karl-Sauer-Straße 2, 4, 5, 6, 7, Reiterstraße 12, 14 Lage                                                                                    | 1923–25                                               | Siedlung mit Reichswohnungsbauten, 1923–25 von Perignon; fünf um einen Hof gruppierte neuklassizistisch geprägte Mansardwalmdachbauten mit expressionistischen Motiven; Garten | Fotos hochladen                         |
| Denkmalzone Lazarett                                           | Lazarettgarten 1, 1a, 8/9/10/11, 13/14, 16, 18/19, 32/33/34/34A, 35A/36/37A, Lazarettstraße 1, 3 Lage                                        | 1903–06                                               | ehemaliges französisches Lazarett; 1903–06; große spätgründerzeitliche, axialsymmetrische Anlage mit ein- bis dreigeschossigen Klinkerbauten und zum Teil originaler Einfriedung; an der Wollmesheimer Straße Hauptgebäude unter Schieferwalmdach mit Giebelrisalit und aufwendigem Portal; zentrale Parkanlage; moderne Zubauten (Lazarettgarten 2–7, 12, 15, 17, 20–29, 31, 35, 35b, 37–41) | weitere Bilder Fotos hochladen          |
| Denkmalzone Ludowicistraße                                     | Ludowicistraße 1–17, Linienstraße 1, Poststraße 1–6 Lage                                                                                     | Ende des 19. und Anfang des 20. Jahrhunderts          | geschlossene zwei- und dreigeschossige spätgründerzeitliche Bebauung, Ende des 19. und Anfang des 20. Jahrhunderts, Vorgärten mit originalen Einfriedungen | Fotos hochladen                         |
| Denkmalzone Mahlastraße/Ostring                                | Mahlastraße 2–18, Martin-Luther-Straße 45a, 45b, 46, 48, 50, Ostbahnstraße 14–18, Ostring 18–38/Moltkestraße 15a, Ostring 21–41 Lage         | um 1900                                               | zwei- und dreigeschossige Bebauung, überwiegend um 1900, historisches Pflaster | Fotos hochladen                         |
| Denkmalzone Marienring                                         | Marienring 9–13, 10–20, Friedrich-Ebert-Straße 5 Lage                                                                                        | um 1900                                               | anspruchsvolle Spätgründerzeitbauten, um 1900 | Fotos hochladen                         |
| Denkmalzone Meerweibchenstraße/Stadtschreibergasse/Riesengasse | Meerweibchenstraße 2–12, 3–11, Stadtschreibergasse 3–9, 8–16, Riesengasse 1–5, 8, 10, 10a, Kronstraße 48, Martin-Luther-Straße 6, 8, 10 Lage | spätes 17. Jahrhundert bis um 1900                    | zwei- und dreigeschossige Bebauung, vor allem vom späten 17. Jahrhundert bis um 1900 | Fotos hochladen                         |
| Denkmalzone Nordpark                                           | Nordparkstraße, Daniel-Knobloch-Straße Lage                                                                                                  | um 1880/1900                                          | Parkanlage, um 1880/1900, mit Festungsresten des 18. und 19. Jahrhunderts | Fotos hochladen                         |
| Denkmalzone Obertorplatz                                       | Marktstraße 114, 116, Obertorplatz 2, 4, Reiterstraße 3–13, 8, Xylanderstraße 1 Lage                                                         | 18. bis 20. Jahrhundert                               | zwei- bis viergeschossige Bebauung des 18. bis 20. Jahrhunderts, darunter Französisches Tor (Obertor; um 1690) sowie Hotel- und Bankgebäude des frühen 20. Jahrhunderts | Fotos hochladen                         |
| Denkmalzone Ostring                                            | Ostring 1/1a–7, Nordring 32 Lage | um 1900 bis 1912                                      | zweigeschossige spätgründerzeitliche Wohnhäuser, zum Teil mit Jugendstilmotiven, um 1900 bis 1912 | Fotos hochladen                         |
| Denkmalzone Parkstraße                                         | Parkstraße 1–11, Ravelinstraße 1, 2 Lage | um 1880 bis 1892                                      | eineinhalb- und zweigeschossige, zum Teil villenartige gründerzeitliche Wohnhäuser, überwiegend Neurenaissancemotive, um 1880 bis 1892, originale Vorgarteneinfriedungen | Fotos hochladen                         |
| Denkmalzone Nördliche Pestalozzistraße                         | Pestalozzistraße 2, 3–21 (ungerade Nummern), Westring 1, 2, Forststraße 12 Lage                                                              | 1899 bis 1911                                         | zweieinhalbgeschossige späthistoristische Wohnhausbebauung; zu Zweiergruppen geordnete Klinkerbauten mit Mansarddächern, 1899 bis 1911 | Fotos hochladen                         |
| Denkmalzone Südliche Pestalozzistraße                          | Pestalozzistraße 6–12 (gerade Nummern), Waffenstraße 2 Lage                                                                                  | 1926                                                  | zwei um einen Platz gruppierte dreigeschossige Wohnblocks in expressionistisch inspirierten Formen, 1926 von Rudolf von Perignon; in der Platzmitte Denkmal für Johann Lang; im Blickpunkt des Platzes die Pestalozzischule (siehe Langstraße 9a) | Fotos hochladen                         |
| Denkmalzone Ehemaliges Stabsgebäude                            | Philosophengarten 3-7 Lage | um 1950/55                                            | ehemaliges Stabsgebäude der französischen Besatzung; um 1950/55; zweiflügelige Anlage aus vier- und dreigeschossigen Baukörpern unter Satteldächern; Wechsel von Betonrasterfassade und Lochfassade mit Vorbauten; mit Ausstattung; Vorplatz | Fotos hochladen                         |
| Denkmalzone Queichkanal                                        | An 44, Westring, Klosterbrückchen, Kronstraße, Ostring, Marktstraße, Stiftsplatz Lage                                                        | 17. bis 19. Jahrhundert                               | 17. bis 19. Jahrhundert; mit Uferbefestigung aus Sandsteinquadern, Brücken An 44, Westring, Klosterbrückchen, Kronstraße, Ostring und Schleusen (131, 45 A/B, 75, 77, 121, Einlassschleuse 47, Auslassschleuse 71 und Batardeaux 151/152, 136/137, 72/73); von der bis 1945 vorhandenen altstädtischen Queichbebauung („Klein-Venedig“) erhalten: als Ensemble Marktstraße 87 einschließlich der Rückgebäude bis zum Klostenbrückchen, Marktstraße 89, Stiftsplatz 1, 3, Neumühlgasse 6 | Fotos hochladen                         |
| Denkmalzone Rathausplatz                                       | Rathausplatz 1–9, 2–12, Marktstraße 46–54, Kronstraße 3–11, Salzhausgasse 4, 6 Lage                                                          | 18. bis frühes 20. Jahrhundert                        | ehemaliger „Place d’Armes“; drei- und viergeschossige Wohn- und Geschäftshäuser, 18. bis frühes 20. Jahrhundert | weitere Bilder Fotos hochladen          |
| Denkmalzone Reduit                                             | Reduitstraße 15, 19, 21, 23, 25, Ostbahnstraße 12 Lage                                                                                       | 1862                                                  | ursprünglich militärische Magazinbauten auf dem Reduit 13; zwei- und dreigeschossige Kleinquaderbauten, bezeichnet 1862; Rest des Reduitwalls zur Queich (Batardeau), Sperre der Queich | weitere Bilder Fotos hochladen          |
| Denkmalzone Ostpark                                            | Rheinstraße, Ludowicistraße Lage | um 1890                                               | um 1890 angelegt, mit Festungsresten seit dem Anfang des 18. Jahrhunderts; Umwandlung des Kessels 80 zum Schwanenweiher; in der Südwestecke Kehlmauer der Lunette 35, Überreste der Lunette 31 mit verwittertem Wappenstein und Geschützschartensockel in Zweitverwendung | Fotos hochladen                         |
| Denkmalzone Rheinstraße                                        | Rheinstraße 8–30, 21–29, Ludowicistraße 19 Lage                                                                                              | um 1890 bis um 1920                                   | zwei- bis viergeschossige Mietshausbebauung, um 1890 bis um 1920 | Fotos hochladen                         |
| Denkmalzone Stiftsplatz                                        | Stiftsplatz 1–9, Marktstraße 88, 89, 90, Nußbaumgasse 14, Westbahnstraße 31 Lage                                                             | 17. Jahrhundert bis erste Hälfte des 20. Jahrhunderts | zwei- und dreigeschossige Bebauung um die ehemalige Stiftskirche, 17. Jahrhundert bis erste Hälfte des 20. Jahrhunderts | Fotos hochladen                         |
| Denkmalzone Südring                                            | Südring 1–11, 2–12 Lage | um 1880 bis um 1900                                   | repräsentative gründerzeitliche Bebauung, um 1880 bis um 1900 | Fotos hochladen                         |
| Denkmalzone Untertorplatz                                      | Untertorplatz 1–4, Zeughausstraße 3, Königstraße 1–7, 2–14, Kramstraße 14–18, 25, Neustadter Straße 1–5, 2, 8 Lage                           | 18. und 19. Jahrhundert                               | überwiegend zwei- bis dreigeschossige Wohn- und Geschäftshäuser oder Gasthäuser des 18. und 19. Jahrhunderts; Barockbauten des 18. Jahrhunderts mit Deutschem Tor (Untertor) und Parkanlagen der Zeit nach Auflassung der Befestigung | Fotos hochladen                         |
| Denkmalzone Westbahnstraße                                     | Westbahnstraße 1–21, 2–20 Lage | 1874 bis 1890                                         | erste gründerzeitliche Stadterweiterung Landaus von 1874 bis 1890; zwei- und dreigeschossige, teils zu Gruppen zusammengerückte Wohn- und Geschäftshäuser, zunächst spätklassizistisch, später mit Renaissancemotiven | weitere Bilder Fotos hochladen          |
| Denkmalzone Westring                                           | Westring 3–7, 4a–8, Langstraße 3, 4, 5 Lage                                                                                                  | um 1890/1900                                          | gehobene gründerzeitliche Wohnbebauung, um 1890/1900 | Fotos hochladen                         |
| Denkmalzone Jüdischer Friedhof                                 | Zweibrücker Straße Lage | 1845/46                                               | 1845/46 angelegt, zweimal erweitert; 825 Grabstätten, darunter zahlreiche spätklassizistische Stelen | weitere Bilder Fotos hochladen          |

## Einzeldenkmäler
| Bezeichnung                                      | Lage                                                   | Baujahr                              | Beschreibung | Bild                           |
| ------------------------------------------------ | ------------------------------------------------------ | ------------------------------------ | --- | ------------------------------ |
| Konzertmuschel                                   | Am Goethepark Lage                                     | 1901                                 | Konzertmuschel, 1901 | Fotos hochladen                |
| Kriegerdenkmal                                   | Am Goethepark Lage                                     | nach 1890                            | Kriegerdenkmal 1870/71, Obelisk, nach 1890 | Fotos hochladen                |
| Restaurant Zur Westendhalle                      | Am Goethepark 12 Lage                                  | Ende des 19. Jahrhunderts            | ehemalige Restauration „Zur Westendhalle“; eingeschossiger spätgründerzeitlicher Putzbau, zweigeschossiges Mittelrisalit, Neurenaissance, Ende des 19. Jahrhunderts | Fotos hochladen                |
| Villa                                            | Am Kronwerk 3 Lage                                     | 1904/05                              | ein- bis zweigeschossige Jugendstil-Villa, 1904/05; Vorgarten mit originaler Einfriedung | Fotos hochladen                |
| Wohnhaus                                         | An 44 3 Lage                                           | 1905                                 | dreigeschossiger gotisierender Putzbau, 1905; städtebaulich markante Ecklage | Fotos hochladen                |
| Wohnhaus                                         | An 44 7, Pestalozzistraße 1 Lage                       | 1898                                 | winkelförmiges Doppelwohnhaus; spätgründerzeitlicher Klinkerbau, Mansarddach, 1898 | weitere Bilder Fotos hochladen |
| Villa                                            | An 44 9 Lage                                           | 1892                                 | Villa, spätgründerzeitlicher Klinkerbau, dreigeschossiger Eckturm, 1892 | Fotos hochladen                |
| Wohnhaus                                         | An 44 17 Lage                                          | 1888                                 | eineinhalbgeschossiger gründerzeitlicher Bossenquaderbau, zweigeschossiges Mittelrisalit, 1888 | Fotos hochladen                |
| Wohnhäuser                                       | An 44 23/25/27 Lage                                    | 1887                                 | dreiteilige langgestreckte gründerzeitliche Wohnhausgruppe, Neurenaissance, Mansarddach, 1887 | Fotos hochladen                |
| Villa Ufer                                       | An 44 31 Lage                                          | 1884/85                              | jetzt Verbandsgemeindeverwaltung; schlossartiger Neurenaissancebau, 1884/85, Architekt Ludwig Levy, Ausstattung; Kutscherhaus im Schweizerstil | Fotos hochladen                |
| Wohnhaus                                         | An 44 39a Lage                                         | 1901                                 | barockisierender Jugendstilbau, Krüppelwalmdach, 1901; ehemaliges Produktionsgebäude | Fotos hochladen                |
| Kriegerdenkmal                                   | Annweilerstraße, an Nr. 20 Lage                        | 1920er Jahre                         | Kriegerdenkmal 1914/18; Kriegerdenkmal der ehemaligen Landwirtschaftsschule, klassizierende Inschrifttafel, 1920er Jahre | Fotos hochladen                |
| Wohnhaus                                         | Badstraße 1 Lage                                       | 1895                                 | Wohnhaus, spätgründerzeitlicher Klinkerbau, Neurenaissance, 1895 | Fotos hochladen                |
| Wohnhaus                                         | Badstraße 4 Lage                                       | 1898                                 | dreigeschossiges Wohnhaus, Mischformen aus Neuromanik und Neuspätgotik, bezeichnet 1898 | Fotos hochladen                |
| Zentralspritzenhaus                              | Badstraße 12 Lage                                      | 1902–04                              | ehemaliges Zentralspritzenhaus; Sandsteinquaderbau auf dreibogiger Substruktion über Schleuse, 1902–04 | Fotos hochladen                |
| Katholische Pfarrkirche Mariä Himmelfahrt        | Bismarckstraße 3, Ecke Marienring Lage                 | 1907–11                              | dreischiffige Emporenbasilika, Doppelturmfassade, Mischformen aus Neuspätromanik und Neufrühgotik, 1907–11 | weitere Bilder Fotos hochladen |
| Wohnblock                                        | Bismarckstraße 12a/14, Vogesenstraße 2a–6 Lage         | 1920                                 | Siedlungsbauten für Unteroffiziere der französischen Besatzung, 1920 von Kindler im Auftrag der Stadt Landau; dreigeschossige barockisierende Wohnhäuser; bauliche Gesamtanlage | Fotos hochladen                |
| Infanteriekaserne: Kaserne für Verheiratete      | Charles-de-Gaulle-Straße 5 Lage                        | spätes 19. Jahrhundert               | ehemalige Infanteriekaserne (Quartier Vauban, zuvor Quartier Mangin); Kaserne für Verheiratete; dreigeschossiger gründerzeitlicher Klinkerbau, Walmdach, spätes 19. Jahrhundert | Fotos hochladen                |
| Infanteriekaserne: Nebengebäude                  | Charles-de-Gaulle-Straße 7 Lage                        | spätes 19. Jahrhundert               | ehemalige Infanteriekaserne (Quartier Vauban, zuvor Quartier Mangin); Nebengebäude; dreigeschossiger gründerzeitlicher Klinkerbau, Walmdach, spätes 19. Jahrhundert | Fotos hochladen                |
| Infanteriekaserne: Handwerkerhaus                | Charles-de-Gaulle-Straße 9 Lage                        | spätes 19. Jahrhundert               | ehemalige Infanteriekaserne (Quartier Vauban, zuvor Quartier Mangin); Handwerkerhaus; dreigeschossiger gründerzeitlicher Klinkerbau, Walmdach, spätes 19. Jahrhundert | Fotos hochladen                |
| Maria-Ward-Schule                                | Cornichonstraße 1, Vogesenstraße 1 Lage                | 1888/89                              | zwei- bis dreigeschossige neugotische Klinkerbauten, Walmdach, Kapelle; Internat und Schule, 1888/89, Schulhaus und Festsaal, 1906–09; Ausstattung insbesondere der Aula (Festsaal); Observatorium | Fotos hochladen                |
| Fabrikgebäude                                    | Dammühlstraße 11 Lage                                  | 1911                                 | ehemalige Schuhfabrik; viergeschossiger neuklassizistischer Walmdachbau, Eisenbetonskelett, 1911 | Fotos hochladen                |
| Festungsrest                                     | Daniel-Knobloch-Straße, bei Nr. 1a Lage                | 18. Jahrhundert                      | Festungsrest, barock, 18. Jahrhundert | Fotos hochladen                |
| Infanteriekaserne: Halbbataillonskaserne         | Dörrenbergstraße 1/1a/1b Lage                          | spätes 19. Jahrhundert               | ehemalige Infanteriekaserne (Quartier Vauban, zuvor Quartier Mangin); Halbbataillonskaserne; dreigeschossiger gründerzeitlicher Klinkerbau, spätes 19. Jahrhundert; Reliefs abgängiger Kasernenbauten, 1932/33; jetzt Montessorischule | Fotos hochladen                |
| Infanteriekaserne: Dienstgebäude mit Kasino      | Dörrenbergstraße 3 Lage                                | spätes 19. Jahrhundert               | ehemalige Infanteriekaserne (Quartier Vauban, zuvor Quartier Mangin); Dienstgebäude mit Kasino; spätgründerzeitlicher Klinkerbau, spätes 19. Jahrhundert; jetzt Kindergarten | Fotos hochladen                |
| Kriegerdenkmal                                   | Drachenfelsstraße, auf dem französischen Friedhof Lage | 1950er Jahre                         | Kriegerdenkmal, stattlicher Obelisk, 1950er Jahre | Fotos hochladen                |
| Wohnhaus                                         | Eichbornstraße 4/6 Lage                                | 1920er Jahre                         | Doppelwohnhaus; Walmdachbau, expressionistische Motive, 1920er Jahre | Fotos hochladen                |
| Villa                                            | Eichbornstraße 19 Lage                                 | 1905/06                              | Villa; repräsentativer neubarocker Mansardwalmdachbau, 1905/06 | Fotos hochladen                |
| Bismarckturm                                     | Fortstraße Lage                                        | 1910                                 | neuklassizistischer Sandsteinquaderbau, Jugendstileinfluss, bezeichnet 1910 | weitere Bilder Fotos hochladen |
| Denkmal                                          | Fortstraße Lage                                        | um 1900/10                           | Denkmal Emich IV. von Leiningen und Rudolf von Habsburg; Sandsteinblock mit Inschrift, um 1900/10 | Fotos hochladen                |
| Wohn- und Geschäftshaus                          | Fortstraße 6 Lage                                      |                                      | Wohn- und Geschäftshaus | Fotos hochladen                |
| Wohnhaus                                         | Fortstraße 8/10 Lage                                   | 1895                                 | Doppelwohnhaus; barockisierender, zwei- bzw. dreigeschossiger Putzbau, 1895; Nebentrakte mit reichen Giebeln, Hofgebäude; bauliche Gesamtanlage | Fotos hochladen                |
| Wohnhaus                                         | Friedrich-Ebert-Straße 7 Lage                          | 1891/92                              | Wohnhaus, gründerzeitlicher Klinkerbau, Renaissancemotive, Mansarddach, 1891/92 | Fotos hochladen                |
| Wohnhaus                                         | Friedrich-Ebert-Straße 10 Lage                         | 1893                                 | Wohnhaus, spätgründerzeitlicher Klinkerbau, Walmdach, 1893 | Fotos hochladen                |
| Wohn- und Geschäftshaus                          | Friedrich-Ebert-Straße 12 Lage                         | 1898                                 | Wohn- und Geschäftshaus; dreigeschossiger Sandstein-Klinkerbau, 1898 | Fotos hochladen                |
| Wohn- und Geschäftshaus                          | Friedrich-Ebert-Straße 16 Lage                         | 1903                                 | Wohn- und Geschäftshaus; dreigeschossiger Jugendstilbau, Ladenarkaden, 1903 | Fotos hochladen                |
| Treppe                                           | Gerberstraße, in Nr. 11 Lage                           | um 1700                              | hölzerne Spindeltreppe, um 1700 | BW                             |
| Treppe                                           | Gerberstraße, in Nr. 20 Lage                           | 1692                                 | hölzerne Treppenspindel, bezeichnet 1692 | BW                             |
| Wohn- und Geschäftshaus                          | Gerberstraße 24 Lage                                   | 1889                                 | Wohn- und Geschäftshaus; dreigeschossiger spätgründerzeitlicher Sandsteinbau, Neurenaissance, 1889 | Fotos hochladen                |
| Wohnhaus                                         | Glacisstraße 3/3a Lage                                 | 1891                                 | Wohnhaus, 1891, Nebengebäude, Hoftor | Fotos hochladen                |
| Wohnhaus                                         | Glacisstraße 7a                                        | 1901                                 | stattlicher Mansarddachbau, Mischformen aus Neuspätgotik und Renaissance, 1901 | Fotos hochladen                |
| Hoftor                                           | Glacisstraße, bei Nr. 7b Lage                          | um 1901                              | eisernes Hoftorgitter, Jugendstil, um 1901 | Fotos hochladen                |
| Wohnhäuser                                       | Glacisstraße 30/32/34 Lage                             | 1898                                 | dreiteilige Wohnhaus-Gruppe, Neurenaissance, Mansarddach, 1898 | Fotos hochladen                |
| Wohnhaus                                         | Gymnasiumstraße 4 Lage                                 | um 1800                              | langgestrecktes dreigeschossiges klassizistisches Wohnhaus, rückwärtig teilweise Fachwerk, im Wesentlichen um 1800 | Fotos hochladen                |
| Schlachthof: Verwaltungsgebäude                  | Heinrich-Heine-Platz 2 Lage                            | 1893                                 | ehemaliger Schlachthof, 1893–99; Verwaltungsgebäude: Walmdachbau, Neurenaissance, bezeichnet 1893 | Fotos hochladen                |
| Schlachthof: Wasserturm                          | Heinrich-Heine-Platz 5 Lage                            | 1893–1899                            | Bestandteil des ehemaligen Schlachthofs, 1893–1899, von Moritz, Barmen, und Stadtbaumeister Schech, Landau; Wasserturm in Neurenaissance- und Jugendstilformen | Fotos hochladen                |
| Schlachthof: Schlachthalle                       | Heinrich-Heine-Platz 10 Lage                           | 1893–99                              | ehemaliger Schlachthof, 1893–99; fünfschiffige Schlachthalle (jetzt Stadtbibliothek) in Neurenaissance- und Jugendstilformen | Fotos hochladen                |
| Max-Slevogt-Gymnasium                            | Hindenburgstraße 2 Lage                                | 1887/88                              | ehemalige Höhere Töchterschule; großer dreigeschossiger gründerzeitlicher Sandstein-Klinkerbau, über dem Mittelrisalit Uhrtürmchen, 1887/88 | weitere Bilder Fotos hochladen |
| Kino                                             | Industriestraße 3/5 Lage                               | 1955                                 | ehemaliges Kino Gloria, zweigeschossiger Stahlskelettbau mit Rasterfassade,1955, Architekt Adam Hauck, Landau; einschließlich der Ausstattung insbesondere des Foyers im Originalzustand erhaltenes Kino | Fotos hochladen                |
| Villa                                            | Industriestraße 21 Lage                                | 1897                                 | Villa; Sandsteinbau, Neurenaissance, abgewalmte Dächer, 1897; aufwendige Garteneinfriedung mit Hoftor | Fotos hochladen                |
| Wohn- und Gasthaus                               | Karl-Sauer-Straße 11, Marienring 1 Lage                | 1907                                 | Doppelwohnhaus mit Restauration mit Jugendstilmotiven, 1907 von Karl Barth für Adam Börstler; dreigeschossiger Klinkerbau in Ecklage mit turmartigem Aufsatz; geschweifte Haube verloren | weitere Bilder Fotos hochladen |
| Wohnhaus                                         | Kaufhausgasse 7 Lage                                   | um 1810                              | dreigeschossiges klassizistisches Wohnhaus, um 1810 | Fotos hochladen                |
| Frank-Loebsches Haus                             | Kaufhausgasse 9 Lage                                   | 16. bis 19. Jahrhundert              | ehemalige Wirtschaft „Zur Blum“, 16. bis 19. Jahrhundert; dreigeschossiger Vierflügelbau, Laubengänge, Ostfassade klassizistisch überformt; Torbogen bezeichnet 1602; Brunnen, bezeichnet 1698 | weitere Bilder Fotos hochladen |
| Wohn- und Geschäftshaus                          | Kleiner Platz 9 Lage                                   | vor 18. Jahrhundert                  | dreigeschossiges Wohn- und Geschäftshaus, teilweise Fachwerk, mit umfangreichem spätmittelalterlich-frühneuzeitlichem Baubestand; Überformungen des 18. und 19. Jahrhunderts | Fotos hochladen                |
| Wohn- und Geschäftshaus                          | Königstraße 1 Lage                                     | 18. Jahrhundert                      | Wohn- und Geschäftshaus; Mansardwalmdachbau, 18. Jahrhundert, Ladeneinbau um 1900; im Innern hölzerne barocke Spindeltreppe; bedeutende Ecklage gegenüber dem Deutschen Tor | Fotos hochladen                |
| Wohn- und Gasthaus                               | Königstraße 2, Kramstraße 20 Lage                      | 18. Jahrhundert                      | Gast- und Wohnhaus; barocker Mansardwalmdachbau, Madonnennische, 18. Jahrhundert | Fotos hochladen                |
| Wohn- und Gasthaus                               | Königstraße 3 Lage                                     | erste Hälfte des 19. Jahrhunderts    | spätklassizistisches Wohn- und Gasthaus, erste Hälfte des 19. Jahrhunderts; Inschriftstein, bezeichnet 1697 (Bild) | Fotos hochladen                |
| Skulptur                                         | Königstraße, an Nr. 6 Lage                             | 18. Jahrhundert                      | Immakulata, Nische mit Marienfigur, 18. Jahrhundert | Fotos hochladen                |
| Bürgerspital                                     | Königstraße 18 Lage                                    | erste Hälfte des 19. Jahrhunderts    | ehemaliges Bürgerspital; dreiflügelige dreigeschossige spätklassizistische Baugruppe, erste Hälfte des 19. Jahrhunderts | Fotos hochladen                |
| Gasthaus Deutscher Kaiser                        | Königstraße 20/22 Lage                                 | 1697                                 | dreiteilige zwei- bis dreigeschossige Baugruppe, Nr. 22 bezeichnet 1697, Umbau im 18. Jahrhundert | Fotos hochladen                |
| Augustinerkloster                                | Königstraße 21, Augustinergasse 1 Lage                 | ab der Mitte des 15. Jahrhunderts    | ehemaliges Augustinerkloster; im Wesentlichen spätbarocke Anlage, Mansarddachbauten, bezeichnet 1739, 1750 und 1781; spätgotischer Kreuzgang, Mitte des 15. Jahrhunderts, Erweiterung im 18. Jahrhundert; spätgotische Pforte, bezeichnet 1484 (Bild), Lapidarium, barockes Kruzifix, bezeichnet 1751 | weitere Bilder Fotos hochladen |
| Katholische Pfarrkirche Hl. Kreuz                | Königstraße 23 Lage                                    | Anfang des 14. Jahrhunderts          | ehemalige Augustiner-Klosterkirche; gotische dreischiffige Gewölbebasilika, im Kern vom Anfang des 14. Jahrhunderts, im Wesentlichen von 1405 bis 1413 | Fotos hochladen                |
| Wohn- und Geschäftshaus                          | Königstraße 50 Lage                                    | um 1770/80                           | stattlicher spätbarock-frühklassizistischer Mansardwalmdachbau, um 1770/80, Fassadenveränderung 1919 | Fotos hochladen                |
| Torbogen                                         | Königstraße, an Nr. 65 Lage                            | 1739                                 | barocker Torbogen, bezeichnet 1739 | Fotos hochladen                |
| Hangar du Bois                                   | Königstraße 66 Lage                                    | um 1800                              | ehemaliger Hangar du Bois (Holzwerkstatt der Genietruppen); herrschaftlicher klassizistischer Walmdachbau, wohl um 1800, Umbau 1880, Zwerchhaus nach 1920 | Fotos hochladen                |
| Wohn- und Geschäftshaus                          | Königstraße 67 Lage                                    | 18. Jahrhundert                      | Wohn- und Geschäftshaus; barocker Putzbau, Immakulata, 18. Jahrhundert, Ladeneinbau um 1900 | Fotos hochladen                |
| Wohn- und Geschäftshaus                          | Königstraße 69/69a, Martin-Luther-Straße 23 Lage       | 1913                                 | Wohn- und Geschäftshaus; dreigeschossiger neuklassizistischer Walmdachbau, 1913, Architekt Albert Boßlet | weitere Bilder Fotos hochladen |
| Wohnhaus                                         | Kramstraße 4 Lage                                      | um 1800                              | stattliches dreigeschossiges nachbarockes Wohnhaus, um 1800 | Fotos hochladen                |
| Torbogen                                         | Kramstraße, an Nr. 17 Lage                             | 1601                                 | Torbogen; wiederverwendete Renaissancegewände, bezeichnet 1601 | Fotos hochladen                |
| Haus zur goldenen Kette                          | Kramstraße 25 Lage                                     | 1763                                 | Wohn- und Geschäftshaus; winkelförmiger barocker Walmdachbau, Laubengang, bezeichnet 1763 | Fotos hochladen                |
| Wohnhaus                                         | Kronstraße 2 Lage                                      | 1726                                 | Wohnhaus, dreigeschossiges vierflügeliges barockes Hofhaus, doppelgeschossiger Laubengang, bezeichnet 1726, Ladeneinbau 1910 | Fotos hochladen                |
| Spolien                                          | Kronstraße, an Nr. 7 Lage                              | Ende des 17. und 18. Jahrhundert     | barocke Spolien: Reliefstein, Ende des 17. Jahrhunderts; ehemaliger Bogenschlussstein, bezeichnet 1746 | Fotos hochladen                |
| Türsturz                                         | Kronstraße, an Nr. 40 Lage                             | 1537                                 | wiederverwendeter Türsturz, bezeichnet 1537 | Fotos hochladen                |
| Wohnhaus                                         | Kronstraße 43 Lage                                     | 1738                                 | dreigeschossiger Wohnbau mit rückseitigem Laubengang; barocker Torbogen, bezeichnet 1738 (Bild) | Fotos hochladen                |
| Wohnhaus                                         | Kugelgartenstraße 23 Lage                              | 16. Jahrhundert                      | Wohnhaus; im Kern aus dem 16. Jahrhundert, Umbau im 19. Jahrhundert mit klassizistischem Theatersaal im Obergeschoss, Ausstattung | Fotos hochladen                |
| Villa                                            | Langstraße 1 Lage                                      | 1890                                 | Villa, spätgründerzeitlicher Klinkerbau, Mansarddach, 1890 | Fotos hochladen                |
| Wohnhaus                                         | Langstraße 2 Lage                                      | 1895                                 | villenartiger Klinkerbau, Walm- und Pyramidendach, Neurenaissance, 1895 | Fotos hochladen                |
| Wohnhaus                                         | Langstraße 3 Lage                                      | 1892                                 | zweieinhalbgeschossiger spätgründerzeitlicher Klinkerbau, Dachlandschaft mit Schwebegiebeln, Landhauscharakter, 1892 | Fotos hochladen                |
| Pestalozzischule                                 | Langstraße 9a Lage                                     | 1895/96                              | dreigeschossiger neubarocker Walmdachbau, 1895/96; dreieinhalbgeschossiger neuklassizistischer Erweiterungsbau, 1924, Architekt Rudolf Perignon | Fotos hochladen                |
| Lazarett: Leichen- und Aussegnungshalle          | Lazarettgarten 1a Lage                                 | 1903–06                              | ehemaliges Lazarett, 1903–06, Bau G: Leichen- und Aussegnungshalle, eingeschossiger Klinkerbau | Fotos hochladen                |
| Lazarett: Tierstall mit Labor                    | Lazarettgarten 2 Lage                                  | 1903–06                              | ehemaliges Lazarett, 1903–06, Bau H: Tierstall mit Labor, pavillonartiger eingeschossiger Klinkerbau | Fotos hochladen                |
| Lazarett: Isolierstation                         | Lazarettgarten 8/9/10/11 Lage                          | 1903–06                              | ehemaliges Lazarett, 1903–06, Bau F: Isolierstation, langgestreckter eingeschossiger Gründerzeitbau | Fotos hochladen                |
| Lazarett: Geisteskrankenhaus                     | Lazarettgarten 13/14 Lage                              | 1903–06                              | ehemaliges Lazarett, 1903–06, Bau J: Geisteskrankenhaus, eingeschossiger Klinkerbau | Fotos hochladen                |
| Lazarett: Heizkraftwerk                          | Lazarettgarten 16 Lage                                 | 1903–06                              | ehemaliges Lazarett, 1903–06, Bau K: Heizkraftwerk mit Kesselhalle, Kamin und Kokslager, Klinkerbau | Fotos hochladen                |
| Lazarett: Wirtschaftsgebäude                     | Lazarettgarten 18/19 Lage                              | 1903–06                              | ehemaliges Lazarett, 1903–06, Bau E: Wirtschaftsgebäude mit Küche, Wäscherei und Hausmeisterwohnung, zweigeschossiger Klinkerbau | Fotos hochladen                |
| Lazarett: Chirurgie                              | Lazarettgarten 32/33/34/34a Lage                       | 1903–06                              | ehemaliges Lazarett, 1903–06, Bau C: Chirurgie, dreiteiliger zweigeschossiger Klinkerbau | Fotos hochladen                |
| Lazarett: Innere Medizin                         | Lazarettgarten 35a/36/37a Lage                         | 1903–06                              | ehemaliges Lazarett, 1903–06, Bau D: Innere Medizin, dreiteiliger Klinkerbau | Fotos hochladen                |
| Lazarett: Verwaltung                             | Lazarettstraße 1 Lage                                  | 1903–06                              | ehemaliges Lazarett, 1903–06, Bau A: Verwaltung, stattlicher zweigeschossiger Klinkerbau, Walmdach, Portal | Fotos hochladen                |
| Lazarett: Offizierswohnungen                     | Lazarettstraße 3 Lage                                  | 1903–06                              | ehemaliges Lazarett, 1903–06, Bau B: Offizierswohnungen, dreigeschossiger gründerzeitlicher Klinkerbau, Walmdach | Fotos hochladen                |
| Infanteriekaserne: Dienstgebäude/Offizierskasino | Lazarettstraße 40 Lage                                 | spätes 19. Jahrhundert               | ehemalige Infanteriekaserne (Quartier Vauban, zuvor Quartier Mangin); Dienstgebäude/Offizierskasino; dreigeschossiger gründerzeitlicher Walmdachbau, spätes 19. Jahrhundert | Fotos hochladen                |
| Strieffler-Haus                                  | Löhlstraße 3 Lage                                      | 1924                                 | zweieinhalbgeschossiges Wohnhaus, expressionistische Einflüsse, 1924 | Fotos hochladen                |
| Wohnhaus                                         | Ludowicistraße 11 Lage                                 | 1899/1900                            | neubarocker Mansarddachbau, bezeichnet 1899/1900 | Fotos hochladen                |
| Infanteriekaserne: Familiengebäude               | Luise-Harteneck-Straße 5/7 Lage                        | spätes 19. Jahrhundert               | ehemalige Infanteriekaserne (Quartier Vauban, zuvor Quartier Mangin): Familiengebäude; dreigeschossiger gründerzeitlicher Klinkerbau, Walmdach, spätes 19. Jahrhundert | Fotos hochladen                |
| Infanteriekaserne: Arrestgebäude                 | Luise-Harteneck-Straße 9 Lage                          | spätes 19. Jahrhundert               | ehemalige Infanteriekaserne (Quartier Vauban, zuvor Quartier Mangin): Arrestgebäude; dreigeschossiger gründerzeitlicher Walmdachbau, spätes 19. Jahrhundert | Fotos hochladen                |
| Infanteriekaserne: Exerzierhaus                  | Luise-Harteneck-Straße 11/13 Lage                      | spätes 19. Jahrhundert               | ehemalige Infanteriekaserne (Quartier Vauban, zuvor Quartier Mangin): Exerzierhaus; langgestreckte Klinkerhalle, spätes 19. Jahrhundert | Fotos hochladen                |
| Villa                                            | Mahlastraße 2 Lage                                     | 1896                                 | Villa; ein- bis zweigeschossiger Klinkerbau, 1896 | Fotos hochladen                |
| Städtische Festhalle                             | Mahlastraße 3 Lage                                     | 1905–07                              | monumentaler barockisierender Jugendstilbau, 1905–07, Architekt Hermann Goerke, Düsseldorf, Bildhauer Adolf Bernd, Kaiserslautern | weitere Bilder Fotos hochladen |
| Wohnhaus                                         | Mahlastraße 6 Lage                                     | 1895                                 | sehr stattlicher spätgründerzeitlicher Klinkerbau, 1895 | Fotos hochladen                |
| Wohnhaus                                         | Mahlastraße 12/14 Lage                                 | 1895                                 | spätgründerzeitliches Doppelwohnhaus, 1895 | Fotos hochladen                |
| Villa                                            | Marienring 8 Lage                                      | 1891/92                              | Villa; reicher neubarocker Sandstein-Klinkerbau, 1891/92; Garten mit Einfriedung | Fotos hochladen                |
| Wohnhaus                                         | Marienring 9 Lage                                      | 1903                                 | dreigeschossiges Wohnhaus, Neurenaissance, 1903; bauliche Gesamtanlage | Fotos hochladen                |
| Wohnhaus                                         | Marienring 12 Lage                                     | 1890                                 | spätgründerzeitlicher Mansarddachbau, Renaissancemotive, bezeichnet 1890 | Fotos hochladen                |
| Amts- und Landgericht                            | Marienring 13 Lage                                     | 1900–1903                            | monumentaler zweiflügeliger neubarocker Mansardwalmdachbau, 1900–1903, Bauassessor Heinrich Ullmann; originale Vorgarteneinfriedung, rekonstruierte Eingrünung | weitere Bilder Fotos hochladen |
| Verwaltungsgebäude                               | Marienring 14 Lage                                     | 1895–1900                            | ehemaliges Dienstgebäude der königlich-bayerischen Brandversicherung; barockisierender Klinkerbau, 1895–1900, Hofpflasterung | Fotos hochladen                |
| Wohnhaus                                         | Marienring 16/18 Lage                                  | 1891                                 | gründerzeitliches Doppelwohnhaus, Renaissancemotive, bezeichnet 1891 | Fotos hochladen                |
| Wohnhaus                                         | Marienring 20 Lage                                     | 1897                                 | barockisierender Sandsteinquaderbau, Walmdach, bezeichnet 1897 | Fotos hochladen                |
| Torbogen und Kellerbogen                         | Marktstraße, an Nr. 34 Lage                            | 16. Jahrhundert                      | spätgotischer Torbogen mit Nebenpforte, wohl aus dem 16. Jahrhundert; barocker Kellerbogen bezeichnet 1717 (Bild) | Fotos hochladen                |
| Wohn- und Geschäftshaus                          | Marktstraße 38 Lage                                    | vor 1689                             | Wohn- und Geschäftshaus; dreigeschossiger barocker Fachwerkbau, teilweise massiv oder verputzt, vor 1689 | Fotos hochladen                |
| Rote Kaserne                                     | Marktstraße 40, 40a, Waffenstraße 5 Lage               | 1756–59                              | dreigeschossige, im Kern barocke Dreiflügelanlage, mehrfach verändert und erneuert; Nordflügel 1756–59, Südflügel wohl aus den frühen 1950er Jahren | weitere Bilder Fotos hochladen |
| Wohnhaus                                         | Marktstraße 45 Lage                                    | 1743                                 | dreigeschossiges barockes Fachwerkhaus, teilweise massiv, bezeichnet 1743 | Fotos hochladen                |
| Rathaus                                          | Marktstraße 50 Lage                                    | 1827                                 | ehemalige Festungskommandantur; stattlicher dreigeschossiger klassizistischer Walmdachbau; rückwärtig doppelgeschossige Flügelbauten, 1827 | weitere Bilder Fotos hochladen |
| Wohn- und Geschäftshaus                          | Marktstraße 52 Lage                                    | 18. Jahrhundert                      | Wohn- und Geschäftshaus; dreigeschossiger, im Kern barocker Eckbau, 18. Jahrhundert | Fotos hochladen                |
| Wohn- und Geschäftshaus                          | Marktstraße 54 Lage                                    | frühes 19. Jahrhundert               | dreigeschossiges, im Kern klassizistisches Wohn- und Geschäftshaus in Ecklage, frühes 19. Jahrhundert, Ladendurchbruch | Fotos hochladen                |
| Geschäftshaus                                    | Marktstraße 56 Lage                                    | 1897                                 | Geschäftshaus; reicher Mansarddachbau, Mischformen aus Neurenaissance und Neufrühbarock, 1897 | Fotos hochladen                |
| Wohn- und Geschäftshaus                          | Marktstraße 63/65/67 Lage                              | 17. oder 18. Jahrhundert             | Wohn- und Geschäftshaus; viergeschossiger Kubus, seitlich turmartig erhöht, 1929, im Kern wohl barock | Fotos hochladen                |
| Wohn- und Geschäftshaus                          | Marktstraße 87 Lage                                    | erste Hälfte des 19. Jahrhunderts    | Wohn- und Geschäftshaus; dreigeschossiger klassizistischer Walmdachbau, erste Hälfte des 19. Jahrhunderts; rückwärtig barocker Mansarddachbau, 18. Jahrhundert | Fotos hochladen                |
| Wohn- und Geschäftshaus                          | Marktstraße 88, Nußbaumgasse 14 Lage                   | spätes 17. Jahrhundert               | Wohn- und Geschäftshaus; dreigeschossiger Eckbau, im Kern wohl aus dem späten 17. Jahrhundert, in der ersten Hälfte des 19. Jahrhunderts klassizistisch überformt; der entsprechend gestaltete Flügel zur Nußbaumgasse mit reliefiertem Torbogen bez. 1692 (Bild); seltene barocke Deckenmalerei | Fotos hochladen                |
| Wohn- und Geschäftshaus                          | Marktstraße 89 Lage                                    | 18. Jahrhundert                      | Wohn- und Geschäftshaus; ursprünglich dreigeschossiger barocker Walmdachbau, Immakulata, 18. Jahrhundert, im Kern wohl älter, Attikageschoss um 1905/06 | Fotos hochladen                |
| Herberge Zum Maulbeerbaum                        | Marktstraße 92, Westbahnstraße 28 Lage                 | 1488                                 | ehemaliger Hof des Klosters Klingenmünster, 1488; dreigeschossiger Barockbau, im Kern wohl aus dem 17. Jahrhundert, Treppenturm aus Ziegeln; straßenseitige Flügel wohl aus dem 17. Jahrhundert, Portal bezeichnet 1888 (renoviert), 17 Bildnismedaillons wohl 1888 (Bild) | weitere Bilder Fotos hochladen |
| Protestantische Pfarrkirche                      | Marktstraße 93 Lage                                    | ab um 1309                           | ehemalige Stiftskirche, gotische Basilika, um 1309 bis 1333, Turm 1349 bis 1458 mit Türmerwohnung und Haube um 1715; zweites nördliches Seitenschiff, 1490; an der Kirche klassizistisches Pfarrergrabmal, reliefierter Obelisk, um 1800 | weitere Bilder Fotos hochladen |
| Wohn- und Geschäftshaus                          | Marktstraße 99 Lage                                    | spätes 17. oder 18. Jahrhundert      | dreigeschossiges klassizistisches Wohn- und Geschäftshaus, spätes 17. oder 18. Jahrhundert | Fotos hochladen                |
| Treppe                                           | Marktstraße, in Nr. 101 Lage                           | um 1700                              | barocke Treppenspindel, um 1700 | BW                             |
| Geschäftshaus                                    | Marktstraße 113/115 Lage                               | 1902–03                              | Geschäftshaus; dreigeschossiger gotisierender Mansarddachbau, geschossübergreifende Ladenarkaden, bezeichnet 1902–03, Architekt Wilhelm Schulte I., Neustadt an der Weinstraße | Fotos hochladen                |
| Wohn- und Geschäftshaus                          | Martin-Luther-Straße 4 Lage                            | 1905/06                              | viergeschossiges Wohn- und Geschäftshaus, Neurenaissance, Jugendstil-Ladenarkade, 1905/06 | Fotos hochladen                |
| Wohn- und Geschäftshaus                          | Martin-Luther-Straße 10 Lage                           | erste Hälfte des 19. Jahrhunderts    | dreigeschossiges spätklassizistisches Wohn- und Geschäftshaus, erste Hälfte des 19. Jahrhunderts, Ladenzeile um 1880 | Fotos hochladen                |
| Wohnhaus                                         | Martin-Luther-Straße 13 Lage                           | 16. oder 17. Jahrhundert             | zweigeschossiger Dreiflügelbau mit Walmdach, im Kern wohl aus dem 16. oder 17. Jahrhundert, später barock überformt; Süd- und Ostflügel 1858/59 mit angepassten barocken Formen angeführt | Fotos hochladen                |
| Heiligenthaler Hof                               | Martin-Luther-Straße 17, Schützengasse 4 Lage          | 1739                                 | ehemaliger Hördter Klosterhof; dreigeschossiges barockes Wohnhaus, bezeichnet 1739, hofseitig hölzerne Galerien; zugehörig Putzbau Schützengasse 4 (Bild) sowie eingeschossiger Mansarddachbau; bauliche Gesamtanlage | weitere Bilder Fotos hochladen |
| Wohnhaus                                         | Martin-Luther-Straße 19/21 Lage                        | zweite Hälfte des 18. Jahrhunderts   | Doppelwohnhaus; spätbarocker Mansardwalmdachbau, zweite Hälfte des 18. Jahrhunderts | Fotos hochladen                |
| Wohn- und Geschäftshaus                          | Martin-Luther-Straße 20 Lage                           | erste Hälfte des 19. Jahrhunderts    | Wohn- und Geschäftshaus; klassizistischer Walmdachbau, erste Hälfte des 19. Jahrhunderts | Fotos hochladen                |
| Wohnhaus                                         | Martin-Luther-Straße 24 Lage                           | 1755                                 | langgestreckter barocker Mansarddachbau, 1755 | Fotos hochladen                |
| Wohnhaus                                         | Martin-Luther-Straße, zu Nr. 25 Lage                   | 18. Jahrhundert                      | stattlicher barocker Krüppelwalmdachbau, 18. Jahrhundert (an der Pfortengasse) | Fotos hochladen                |
| Fassade                                          | Martin-Luther-Straße, an Nr. 26 Lage                   | vor 1800                             | frühklassizistische Fassade eines abgegangenen Wohnhaus, auf Grundlage einer Instandsetzungsverfügung unter Verwendung originaler Teile 1982 wiederaufgebaut | Fotos hochladen                |
| Kohl-Weigandsches-Haus                           | Martin-Luther-Straße 28 Lage                           | späteres 18. Jahrhundert             | spätbarock-frühklassizistische Hofanlage, späteres 18. Jahrhundert; Mansardwalmdachbau, Umbau nach 1900; bauliche Gesamtanlage | Fotos hochladen                |
| Wohnblock                                        | Martin-Luther-Straße 40, Moltkestraße 7 Lage           | 1911                                 | dreigeschossiger klassizierender Wohnblock, 1911; städtebaulich wichtig | weitere Bilder Fotos hochladen |
| Wohn- und Geschäftshaus                          | Martin-Luther-Straße 43 Lage                           | 1912                                 | Wohn- und Geschäftshaus; neuklassizistischer Mansarddachbau, 1912 | Fotos hochladen                |
| Wohn- und Geschäftshaus                          | Martin-Luther-Straße 45a/45b Lage                      | 1911                                 | drei- und viergeschossiger, dreiteiliger Repräsentativbau, Mischformen aus Neuklassizismus und Jugendstil, 1911; Innenausstattung | Fotos hochladen                |
| Wohnhaus                                         | Martin-Luther-Straße 46 Lage                           | 1911                                 | Sandsteinquaderbau, Walmdach, Mischformen aus Neuklassizismus und spätem Jugendstil, 1911 | Fotos hochladen                |
| Wohnhaus                                         | Maximilianstraße 6 Lage                                | 1909                                 | dreigeschossiges Doppelwohnhaus, Ziegelsteinsichtmauerwerk, 1909, Architekt Kling | Fotos hochladen                |
| Archiv und Museum                                | Maximilianstraße 7 Lage                                | 1897                                 | ehemaliges Bahnpostamt; langgestreckter neubarocker Mansardwalmdachbau, 1897 | Fotos hochladen                |
| Portal                                           | Meerweibchenstraße, an Nr. 4 Lage                      | 1708                                 | reliefierter Portalbogen, bezeichnet 1708 | Fotos hochladen                |
| Wohn- und Geschäftshaus                          | Meerweibchenstraße 7 Lage                              | 1736                                 | Wohn- und Geschäftshaus; zweiflügeliger barocker Mansarddachbau mit an der Stadtschreibergasse liegendem Hinterhaus und Seitenflügel, angeblich 1736; Ladeneinbau mit klassizistischem Portal | Fotos hochladen                |
| Gasthaus Zum Weißen Bären                        | Meerweibchenstraße 9 Lage                              | 1736                                 | stattliche zweiflügelige barocke Anlage, bezeichnet 1736; Innenhof zu vier Seiten von Laubengängen umgeben; Eckquader in der Hofmauer bezeichnet 1595 | Fotos hochladen                |
| Treppe und Torflügel                             | Meerweibchenstraße, in Nr. 11 Lage                     | um 1780/90                           | spätbarock-frühklassizistische dreiläufige Freitreppe sowie Holzflügel des Torbogens, um 1780/90 | BW                             |
| Offizierskasino                                  | Moltkestraße 9 Lage                                    | 1912                                 | ehemaliges Offizierskasino für das 23. Königlich Bayerisches Infanterie-Regiment „König Ferdinand der Bulgaren“; Walmdachbau, klassizierender Heimatstil, 1912, Architekt Albert Boßlet | Fotos hochladen                |
| Wohnhaus                                         | Moltkestraße 13/15 Lage                                | 1911                                 | zwei- bzw. dreigeschossiges Doppelwohnhaus, klassizierender Heimatstil, 1911 | Fotos hochladen                |
| Wohnhaus                                         | Moltkestraße 15a, Ostring 38 Lage                      | 1910                                 | Doppelwohnhaus; neubarocker Mansardwalmdachbau mit vorgelagertem Rundbau unter Kuppeldach, Jugendstileinfluss, 1910 | weitere Bilder Fotos hochladen |
| Wohnhaus                                         | Moltkestraße 18 Lage                                   | 1893                                 | villenartiges Wohnhaus, Landhauscharakter, 1893 | Fotos hochladen                |
| Wohnhaus                                         | Moltkestraße 20/22 Lage                                | 1910                                 | Doppelwohnhaus; barockisierender Mansardwalmdachbau, 1910 | Fotos hochladen                |
| Wohnhaus                                         | Moltkestraße 23 Lage                                   | 1925                                 | stattlicher neubarocker Walmdachbau, 1925 | Fotos hochladen                |
| Wohnblock                                        | Moltkestraße 24/26/28, Vogesenstraße 39 Lage           | 1914/15                              | Wohnblock, klassizierender Heimatstil, bezeichnet 1914/15 | weitere Bilder Fotos hochladen |
| Wohnhaus                                         | Mozartstraße 22/24 Lage                                | um 1910                              | Doppelwohnhaus; eineinhalbgeschossiger villenartiger Mansardwalmdachbau, Heimatstil, um 1910 | Fotos hochladen                |
| Neumühle                                         | Neumühlgasse 6 Lage                                    | 18. Jahrhundert                      | Neumühle, 18. Jahrhundert; spätbarocker Walmdachbau, bezeichnet 1759, dreigeschossiges Mühlengebäude, im Kern aus dem 18. Jahrhundert, Madonnennische (Bild), Inschriftstein bezeichnet 1507 (Bild) | Fotos hochladen                |
| Wohnhaus                                         | Neustadter Straße 1 Lage                               | um 1890                              | gründerzeitlicher Klinkerbau, Walmdach, Renaissancemotive, um 1890 | Fotos hochladen                |
| Deutsches Tor                                    | Neustadter Straße 2 Lage                               | 1688–91                              | auch Untertor; barocke Anlage, Tordurchfahrt, stadtseitig dreischiffige Halle, Tympanonreliefs, 1688–91, Architekt Sébastien Le Prestre de Vauban | weitere Bilder Fotos hochladen |
| Denkmal                                          | Neustadter Straße, bei Nr. 2 Lage                      | nach 1888                            | Denkmal zur Erinnerung an den Kriegsbeginn 1870; Muschelkalkstele mit Relief-Bildnissen, nach 1888 | Fotos hochladen                |
| Wohn- und Geschäftshaus                          | Neustadter Straße 3/3a Lage                            | um 1887                              | doppeltes Wohn- und Geschäftshaus; dreigeschossiger gründerzeitlicher Mansarddachbau, um 1887 | Fotos hochladen                |
| Wohn- und Geschäftshaus                          | Neustadter Straße 8 Lage                               | 1903                                 | Wohn- und Geschäftshaus; dreigeschossiger spätgründerzeitlicher Sandstein-Klinkerbau, 1903 | Fotos hochladen                |
| Wohnhaus                                         | Neustadter Straße 12 Lage                              | 1899                                 | Wohnhaus, stattlicher, zwei- und dreigeschossiger Klinkerbau, Mischformen aus Neuspätgotik und Neurenaissance, 1899 | Fotos hochladen                |
| Wohnhaus                                         | Neustadter Straße 14 Lage                              | 1901                                 | stattlicher Klinkerbau, Neurenaissance, 1901 | Fotos hochladen                |
| Brücke                                           | Nordring Lage                                          | um 1890                              | Brücke über den Bürgergraben; stichbogige Sandsteinkonstruktion, um 1890 | Fotos hochladen                |
| Villa                                            | Nordring 1, 1a Lage                                    | 1898/99                              | reich gegliederte gotisierende Villa, 1898/99, Ausstattung; Nebengebäude (Nr. 1a), originale Vorgarteneinfriedung; bauliche Gesamtanlage | Fotos hochladen                |
| Harr‘sche Handelsschule                          | Nordring 4 Lage                                        | 1901                                 | dreigeschossiger barockisierender Monumentalbau, 1901 | Fotos hochladen                |
| Kindergarten                                     | Nordring 6 Lage                                        | um 1900/10                           | dreigeschossiges ehemaliges Wohnhaus, Jugendstilelemente, um 1900/10 | Fotos hochladen                |
| Wohnhaus                                         | Nordring 11/11a Lage                                   | 1926                                 | Doppelwohnhaus; neubarocker Mansardwalmdachbau, 1926 | Fotos hochladen                |
| Wohnhaus                                         | Nordring 17 Lage                                       | 1903                                 | dreigeschossiger späthistoristischer Sandstein-Klinkerbau, 1903 | Fotos hochladen                |
| Wohnhaus                                         | Nordring 19 Lage                                       | 1900                                 | dreigeschossiger spätgründerzeitlicher Klinkerbau, teilweise Fachwerk, 1900 | Fotos hochladen                |
| Wohnhaus                                         | Nordring 27/29 Lage                                    | 1899                                 | Doppelwohnhaus; spätgründerzeitlicher Klinkerbau, Walmdach, eingeschossiger Anbau mit Altan, 1899 | Fotos hochladen                |
| Wohnhaus                                         | Nordring 31 Lage                                       | 1898                                 | Wohnhaus, ehemaliges Weinhändleranwesen mit repräsentativem späthistoristischem Hauptgebäude, 1898/99 von Arndt Hartung, Landau; entsprechend gestaltete Nebengebäude mit Schaugiebel zum Industriegleis; bauliche Gesamtanlage | Fotos hochladen                |
| Wohnhaus                                         | Nordring 33 Lage                                       | 1902                                 | Klinkerbau, Eckturmerker, Neurenaissance, 1902 | Fotos hochladen                |
| Wohnhaus                                         | Nordring 37/37a Lage                                   | 1920er Jahre                         | Wohnhaus, dreigeschossiger Walmdachbau, Mischformen aus Neuklassizismus und Expressionismus, 1920er Jahre; dreigeschossiges Betriebsgebäude, Aufzugsturm; bauliche Gesamtanlage | Fotos hochladen                |
| Geschäftshaus                                    | Nordring 39 Lage                                       | 1900                                 | Geschäftshaus der Frucht- und Weinhandlung Franz Benedick; kolossal gegliederter neubarocker Krüppelwalmdachbau, bezeichnet 1900; zugehörig Kellereigebäude; bauliche Gesamtanlage | Fotos hochladen                |
| Französisches Tor                                | Obertorplatz 4 Lage                                    | um 1690                              | auch Obertor; barocke Toranlage, teilweise dreischiffige Halle, Magazinbau, um 1690, Architekt Sébastien Le Prestre de Vauban | weitere Bilder Fotos hochladen |
| Epitaph                                          | Obertorplatz, an Nr. 4 Lage                            | um 1690                              | Epitaph für Joseph de Montclar; barocke Schaufront, um 1690 | Fotos hochladen                |
| Geschäftshaus                                    | Obertorplatz, bei Nr. 4 Lage                           | nach 1850                            | eingeschossiger spätklassizistischer Putzbau, nach 1850 | Fotos hochladen                |
| Studentenwohnheim                                | Ostbahnstraße 3/3a Lage                                | 1849–51                              | ehemaliges Bezirksgerichtsgefängnis; dreigeschossiger spätklassizistischer Walmdachbau, U-förmiger Grundriss, 1849–51, Architekt August von Voit; ummauerter Gefängnishof mit modernem Zubau; bauliche Gesamtanlage | Fotos hochladen                |
| Postamt                                          | Ostbahnstraße 5 Lage                                   | 1924                                 | dreigeschossige Dreiflügelanlage, pavillonartige Seitentrakte, expressionistische Arkaden, 1924; Entwurf der Bauabteilung der Oberpostdirektion Speyer | Fotos hochladen                |
| Geschäftshäuser                                  | Ostbahnstraße 13 Lage                                  | 1895/96                              | zwei Geschäftshäuser: spätgründerzeitlicher Sandstein-Klinkerbau, 1895/96; Walmdachbau, Rasterfassade, expressionistischer Einfluss, 1925 | Fotos hochladen                |
| Wohnhaus                                         | Ostbahnstraße 17 Lage                                  | 1889                                 | gründerzeitlicher Walmdachbau, dreigeschossiges Mittelrisalit, 1889 | Fotos hochladen                |
| Wohnhaus                                         | Ostbahnstraße 21, Schlachthofstraße 20 Lage            | 1883                                 | reich gegliederter Walmdachbau, Kniestockfries, Neurenaissance, 1883; Nebengebäude (Schlachthofstraße 20, Bild), 1882 | Fotos hochladen                |
| Wohnhaus                                         | Ostbahnstraße 24 Lage                                  | 1879                                 | spätklassizistischer Putzbau, 1879 | Fotos hochladen                |
| Wohn- und Geschäftshaus                          | Ostbahnstraße 28/28a Lage                              | 1886                                 | Wohn- und Geschäftshaus; anspruchsvoller Sandsteinbau, Neurenaissance, 1886 | Fotos hochladen                |
| Wohnhaus                                         | Ostbahnstraße 29 Lage                                  | 1888                                 | gründerzeitlicher Sandstein-Klinkerbau, Mansarddach, bezeichnet 1888 | Fotos hochladen                |
| Wohnhaus                                         | Ostbahnstraße 30 Lage                                  | 1883                                 | dreieinhalbgeschossiger Sandsteinbau, Neurenaissance, bezeichnet 1883 | Fotos hochladen                |
| Wohn- und Geschäftshaus                          | Ostbahnstraße 32 Lage                                  | 1890                                 | Wohn- und Geschäftshaus; dreieinhalbgeschossiger Sandstein-Klinkerbau, turmartiger Eckerker, Neurenaissance, bezeichnet 1890 | Fotos hochladen                |
| Villa                                            | Ostring 12 Lage                                        | 1901                                 | Villa; barockisierender Walmdachbau, Mittelrisalit, 1901 | Fotos hochladen                |
| Wohnhaus                                         | Ostring 14 Lage                                        | 1891                                 | spätgründerzeitlicher Sandstein-Klinkerbau, Treppenturm, 1891; Lagergebäude. Hofeinfriedung; bauliche Gesamtanlage | Fotos hochladen                |
| Wohnhaus                                         | Ostring 15 Lage                                        | 1898                                 | Klinkerbau, Giebelrisalite, Neurenaissance, 1898 | Fotos hochladen                |
| Wohnhaus                                         | Ostring 16 Lage                                        | 1894                                 | barockisierender Sandstein-Klinkerbau, Treppenturm, bezeichnet 1894 | Fotos hochladen                |
| Wohn- und Geschäftshaus                          | Ostring 18, Ostbahnstraße 14/16 Lage                   | 1905                                 | Wohn- und Geschäftshaus; mehrteiliger mächtiger Sandstein-Klinkerbau, Jugendstil, 1905 | weitere Bilder Fotos hochladen |
| Wohnhaus                                         | Ostring 20 Lage                                        | 1905                                 | Sandstein-Klinkerbau, Mansardwalmdach, Jugendstil, 1905 | Fotos hochladen                |
| Wohnhaus                                         | Parkstraße 3 Lage                                      | 1880                                 | eineinhalbgeschossiges gründerzeitliches Wohnhaus, 1880 | Fotos hochladen                |
| Wohnhaus                                         | Parkstraße 11 Lage                                     | 1890                                 | Wohnhaus in Neurenaissanceformen, 1890 von Mayer für Elisabetha Rieth; zweigeschossiger Klinkerbau; mit Ausstattung; rückseitig gedeckter Holzbalkon | Fotos hochladen                |
| Wohnhaus                                         | Pestalozzistraße 2 Lage                                | 1897                                 | Sandsteinquaderbau, Walmdach, Neurenaissance, 1897 | Fotos hochladen                |
| Vermessungs- und Katasteramt                     | Pestalozzistraße 4 Lage                                | 1910/11                              | ehemaliges Finanzamt, zuvor königlich-bayerisches Rentamt; Zweiflügelanlage; dreigeschossiger neubarocker Mansardwalmdachbau, 1910/11 | Fotos hochladen                |
| Denkmal                                          | Pestalozzistraße, bei Nr. 10 Lage                      | 1899                                 | Denkmal Johann Lang; Bronzebüste auf Granitsockel, bezeichnet 1899 | Fotos hochladen                |
| Wohnhaus                                         | Pfortengasse 10 Lage                                   | 1735                                 | barockes Fachwerkhaus, teilweise massiv, bezeichnet 1735 (Bild) | Fotos hochladen                |
| Wohnhaus                                         | Poststraße 1 Lage                                      | 1900                                 | spätgründerzeitlicher Walmdachbau, doppelgeschossiger Wintergarten, 1900 | Fotos hochladen                |
| Wohnhaus                                         | Poststraße 5 Lage                                      | 1901/02                              | zweigeschossiger Putzbau, 1901/02 | Fotos hochladen                |
| Postamt                                          | Poststraße 7 Lage                                      | 1928/29                              | dreigeschossiger Walmdachbau, eingeschossige Anbauten mit Attika, 1928/29 | Fotos hochladen                |
| Luitpold-Denkmal                                 | Rathausplatz Lage                                      | 1893                                 | bronzenes Reiterstandbild von Luitpold von Bayern, 1893 von Bildhauer Wilhelm von Rümann zwei Brunnenstelen mit Löwenköpfen als Ausgüsse (Bild) | weitere Bilder Fotos hochladen |
| Böckingsches Palais                              | Rathausplatz 1 Lage                                    | um 1790                              | reicher klassizistischer Walmdachbau, um 1790 | weitere Bilder Fotos hochladen |
| Adler-Apotheke                                   | Rathausplatz 2 Lage                                    | 1903/04                              | viergeschossiger historistischer Monumentalbau, Jugendstileinfluss, 1903/04 | weitere Bilder Fotos hochladen |
| Theatersaal                                      | Rathausplatz 8 Lage                                    | 19. Jahrhundert                      | Theatersaal, 19. Jahrhundert; siehe Kugelgartenstraße 23 | Fotos hochladen                |
| Altes Kaufhaus                                   | Rathausplatz 9 Lage                                    | frühes 15. Jahrhundert               | im Kern mittelalterlicher Massivbau, frühes 15. Jahrhundert, Umbau 1838–40, Architekt August von Voit, Speyer | weitere Bilder Fotos hochladen |
| Wohnhaus                                         | Ravelinstraße 3 Lage                                   | 1884                                 | gründerzeitlicher Walmdachbau, zweieinhalbgeschossiges Mittelrisalit, 1884; ummauerter Garten | Fotos hochladen                |
| Wohnhaus                                         | Reiterstraße 2 Lage                                    | 1887                                 | Klinkerbau, turmartiger Risalit, Mansardwalmdach, 1887 | Fotos hochladen                |
| Wohn- und Geschäftshaus                          | Reiterstraße 3/5 Lage                                  | 1906–08                              | Wohn- und Geschäftshaus; viergeschossiger monumentaler Sandsteinbau, Jugendstil, 1906–08 | Fotos hochladen                |
| Wohnhaus                                         | Reiterstraße 8 Lage                                    | um 1820                              | dreigeschossiges klassizistisches Wohnhaus, um 1820 | Fotos hochladen                |
| Restaurant Englischer Garten                     | Reiterstraße 15 Lage                                   | um 1860/70                           | spätklassizistische Dreiflügelanlage aus dreieinhalbgeschossigen Wohn- und Geschäftshäusern, um 1860/70 | Fotos hochladen                |
| Verwaltungsgebäude                               | Reiterstraße 16 Lage                                   | 1901/02                              | ehemalige Garnisonsverwaltung; mächtiger viergeschossiger, zweiflügeliger Baublock, 1901/02 | Fotos hochladen                |
| Verwaltungsgebäude                               | Reiterstraße 37 Lage                                   | 1903                                 | Verwaltungsgebäude der Ortskrankenkasse Landau; neuklassizistischer Mansardwalmdachbau, Kolossalpilaster, 1903 | Fotos hochladen                |
| Wohnhaus                                         | Rheinstraße 8 Lage                                     | 1897                                 | spätgründerzeitlicher Klinkerbau, Walmdach, 1897 | Fotos hochladen                |
| Wohnhaus für Offiziere                           | Rheinstraße 16/18/20/20a Lage                          | 1924                                 | Wohnhaus für Offiziere; langgestreckter dreigeschossiger Sandsteinbau, Attikageschoss, Mischformen aus Neubarock und Klassizismus, 1924 | Fotos hochladen                |
| Wohnhaus                                         | Rheinstraße 25 Lage                                    | 1897                                 | dreigeschossiger Klinkerbau, Neurenaissance, 1897 | Fotos hochladen                |
| Wohnhaus                                         | Rheinstraße 27 Lage                                    | nach 1910                            | dreigeschossiger Heimatstilbau, Turmerker, nach 1910 | Fotos hochladen                |
| Villa                                            | Rheinstraße 30 Lage                                    | 1880–82                              | Neurenaissance-Villa, Vorbau mit Loggien, 1880–82 | Fotos hochladen                |
| Wohnhaus für Zollbeamte                          | Rheinstraße 32 Lage                                    | 1882                                 | Wohnhaus für Zollbeamte; Walmdachbau, Neurenaissance, 1882 | Fotos hochladen                |
| Zollamt                                          | Rheinstraße 34 Lage                                    | 1881/82                              | ehemaliges königlich-bayerisches Zollamt; gründerzeitlicher Walmdachbau, Kniestock, 1881/82 | Fotos hochladen                |
| Wohnhaus                                         | Riesengasse 5, Kronstraße 48 Lage                      | 17. Jahrhundert                      | dreigeschossiges Wohnhaus, 18. Jahrhundert, im Kern aus dem 17. Jahrhundert; Haustürblatt | Fotos hochladen                |
| Wohnhaus                                         | Salzhausgasse 2 Lage                                   | 1719                                 | langgestrecktes barockes Wohnhaus, bezeichnet 1719 | Fotos hochladen                |
| Geschäftshaus                                    | Schlachthofstraße 14 Lage                              | 1896                                 | eingeschossiger spätgründerzeitlicher Klinkerbau, Vorhalle, 1896; zugehörig teilweise erhaltenes Weinlager | Fotos hochladen                |
| Wohnhaus                                         | Schlachthofstraße 16 Lage                              | 1898                                 | spätgründerzeitlicher Klinkerbau, 1898 | Fotos hochladen                |
| Schleusenhaus                                    | Schleusenstraße, gegenüber Nr. 4 Lage                  | 18. Jahrhundert                      | Unterbau des ehemaligen Schleusenhauses; dreibogige Quaderkonstruktion, 18. Jahrhundert | Fotos hochladen                |
| Herxheimer Schlössel                             | Schloßstraße 2 Lage                                    | 1880                                 | neugotischer Sandsteinbau, viergeschossiger Belvedereturm, 1880 | Fotos hochladen                |
| Wohn- und Gewerbehof                             | Schloßstraße 2c Lage                                   | 1887                                 | ehemaliger Wohn- und Gewerbehof (Bauunternehmen): Wohnhaus, 1887 von Damm, zweigeschossiger Klinkerbau mit Satteldach, Ausstattung; Hinterhaus und Remise; Gartenparterres, Einfriedung | Fotos hochladen                |
| Wohnhaus                                         | Schloßstraße 4 Lage                                    | 1885/86                              | Walmdachbau, Neurenaissance, 1885/86 | Fotos hochladen                |
| Wohnhaus                                         | Schloßstraße 6 Lage                                    | 1885                                 | Sandstein-Klinkerbau, Walmdach, Neurenaissance, 1885 | Fotos hochladen                |
| Wohnhaus                                         | Schloßstraße 8 Lage                                    | 1887                                 | gründerzeitlicher Sandstein-Klinkerbau, Mansarddach, 1887; zugehörig gepflasterter Hof, Nebengebäude | Fotos hochladen                |
| Schulhaus                                        | Schulhof 1 Lage                                        | 1830–32                              | ehemalige Mädchenschule; dreigeschossiger klassizistischer Walmdachbau, 1830–32, Aufstockung 1883; einheitliche Gruppe mit Schulhof 2 | Fotos hochladen                |
| Schulhaus                                        | Schulhof 2 Lage                                        | 1830–32                              | ehemalige Mädchenschule; dreigeschossiger klassizistischer Walmdachbau, 1830–32, Aufstockung 1883; einheitliche Gruppe mit Schulhof 1 | Fotos hochladen                |
| Wohnhaus                                         | Schulhof 4 Lage                                        | 1837–38                              | ehemaliges protestantisches Pfarrhaus, später Fürsorgehaus des Frauenvereins vom Roten Kreuz; spätklassizistischer Walmdachbau, 1837–38, Umbau 1917 | Fotos hochladen                |
| Altes Stadthaus                                  | Stadthausgasse 5 Lage                                  | 1742–68                              | ehemalige Kommandantur; langgestreckter barocker Krüppelwalmdachbau, 1742–68, Architekt Mussot, Straßburg, Umbau 1815, Erweiterung im 20. Jahrhundert | Fotos hochladen                |
| Katharinenkapelle                                | Stadthausgasse 16 Lage                                 | 14. Jahrhundert                      | altkatholische Kirche, gotischer Saalbau, wohl aus dem 14. Jahrhundert, Veränderungen im 19. und 20. Jahrhundert | weitere Bilder Fotos hochladen |
| Treppenturm                                      | Stadtschreibergasse, in Nr. 7 Lage                     | 17. Jahrhundert                      | Treppenturm, Steinspindel, wohl aus dem 17. Jahrhundert | BW                             |
| Treppenturm                                      | Stadtschreibergasse, in Nr. 9 Lage                     | 17. Jahrhundert                      | Treppenturm, offene Spindel, wohl aus dem 17. Jahrhundert | BW                             |
| Wohnhaus                                         | Stadtschreibergasse 14/16 Lage                         | 17. Jahrhundert                      | barockes Wohnhaus, wohl aus dem 17. Jahrhundert, Lagerhaus bezeichnet 1736 | Fotos hochladen                |
| Portal                                           | Stiftsplatz, an Nr. 5 Lage                             | um 1800                              | Haustür, Oberlichtportal, Freitreppe, um 1800 | Fotos hochladen                |
| Spolie                                           | Stiftsplatz, an Nr. 9 Lage                             | 17[xx]                               | ehemaliger Schlussstein, bezeichnet 17[xx] | Fotos hochladen                |
| Wohnhaus                                         | Südring 1 Lage                                         | 1888/89                              | trapezförmiger gründerzeitlicher Sandsteinbau, kuppelbekrönter Eckturm, Mansarddach, 1888/89; im Hof eingeschossiger Mansarddachbau | Fotos hochladen                |
| Villa                                            | Südring 3 Lage                                         | 1890                                 | Villa; gründerzeitlicher Walmdachbau, Neurenaissance, 1890 | Fotos hochladen                |
| Wohnhaus                                         | Südring 5 Lage                                         | 1889                                 | repräsentativer Klinkerbau, Walmdach, Neurenaissance, 1889 | Fotos hochladen                |
| Wohnhaus                                         | Südring 10 Lage                                        | 1889                                 | gründerzeitlicher Sandstein-Klinkerbau, Walmdach, Kniestockmalereien, 1889 | Fotos hochladen                |
| Wohn- und Geschäftshaus                          | Südring 12 Lage                                        | 1893                                 | Wohn- und Geschäftshaus, Neurenaissance, bezeichnet 1893; aufwändiges Nebengebäude | Fotos hochladen                |
| Wohnhaus                                         | Südring 16/18 Lage                                     | 1886                                 | Doppelwohnhaus; spätklassizistischer Walmdachbau, dreigeschossige Mittelrisalite, 1886 | Fotos hochladen                |
| Wohnhaus                                         | Südring 19 Lage                                        | 1903                                 | Mansardwalmdachbau mit Eckturm, Mischformen Barock/Klassizismus, Jugendstileinfluss, 1903 | Fotos hochladen                |
| Villa Streccius                                  | Südring 20 Lage                                        | 1892                                 | zweiteiliger Sandsteinbau, Neurenaissance, 1892; eingefriedeter Vorgarten; bauliche Gesamtanlage | Fotos hochladen                |
| Wohn- und Gasthaus                               | Theaterstraße 10 Lage                                  | 16. oder Anfang des 17. Jahrhunderts | Gast- und Wohnhaus; dreigeschossiger Krüppelwalmdachbau, im Kern aus dem 16. oder vom Anfang des 17. Jahrhunderts, barocke Überformung im 18. Jahrhundert, Innenhof | Fotos hochladen                |
| Wohn- und Geschäftshaus                          | Theaterstraße 12 Lage                                  | spätes 19. Jahrhundert               | Wohn- und Geschäftshaus; dreieinhalbgeschossiger Gründerzeitbau, spätes 19. Jahrhundert | Fotos hochladen                |
| Haustür                                          | Theaterstraße, an Nr. 19 Lage                          | 18. Jahrhundert                      | Haustürgewände, 18. Jahrhundert | Fotos hochladen                |
| Wohn- und Geschäftshaus                          | Theaterstraße 24 Lage                                  | 1768                                 | dreigeschossiges Wohn- und Geschäftshaus, im Kern wohl barock, Reliefstein bezeichnet 1768, spätklassizistischer Ladeneinbau | Fotos hochladen                |
| Haustür                                          | Trappengasse 2 Lage                                    | 1746                                 | Haustür, Oberlichttür, bezeichnet 1746 | Fotos hochladen                |
| Hofanlage                                        | Trappengasse 11/13 Lage                                | 18. Jahrhundert                      | barocke Hofanlage; zwei Mansardwalmdachbauten, 18. Jahrhundert | Fotos hochladen                |
| Gefallenen-Ehrenmal                              | Untertorplatz Lage                                     | 1930er Jahre                         | Gefallenen-Ehrenmal, monumentale Löwenskulptur, 1930er Jahre | weitere Bilder Fotos hochladen |
| Wohnhaus                                         | Vogesenstraße 8/10 Lage                                | 1921                                 | Doppelwohnhaus; dreigeschossiger klassizierender Walmdachbau, 1921, Architekt Perignon, Berlin | Fotos hochladen                |
| Wohnhaus                                         | Vogesenstraße 15 Lage                                  | 1903                                 | dreigeschossiges historisierendes Jugendstil-Wohnhaus, 1903 | Fotos hochladen                |
| Hoftor                                           | Vogesenstraße, an Nr. 21 Lage                          | um 1900                              | Jugendstil-Hoftor, um 1900 | Fotos hochladen                |
| Wohnhaus                                         | Vogesenstraße 77 Lage                                  | 1898                                 | spätgründerzeitliches Wohnhaus, 1898 | Fotos hochladen                |
| Galeerenturm                                     | Waffenstraße 3 Lage                                    | 14. Jahrhundert                      | Stadtmauerturm, 14. Jahrhundert, neuzeitlicher dreieinhalbgeschossiger Ausbau unter Walmdach | Fotos hochladen                |
| Parkhaus                                         | Waffenstraße 14 Lage                                   | 1986                                 | viergeschossiger Stahlbetonskelettbau mit flachem Walmdach und vorgehängten, rötlich eingefärbten Betonfertigteilen, 1986, Architekt Gottfried Böhm, Köln; Parkhaus mit gestalterischem Anspruch | BW                             |
| Wohn- und Geschäftshäuser                        | Waffenstraße 23 Lage                                   | 1879                                 | zwei spätklassizistische Wohn- und Geschäftshäuser, 1879, Nebengebäude | Fotos hochladen                |
| Wohnhaus                                         | Waffenstraße 26 Lage                                   | 1904                                 | dreigeschossiger historisierender Jugendstil-Mansarddachbau, 1904 | Fotos hochladen                |
| Wohn- und Geschäftshaus                          | Waffenstraße 28 Lage                                   | 1891                                 | Wohn- und Geschäftshaus; Mansarddachbau, Neurenaissance, bezeichnet 1891 | Fotos hochladen                |
| Wohn- und Geschäftshaus                          | Waffenstraße 30 Lage                                   | 1881                                 | dreigeschossiges Wohn- und Geschäftshaus, Neurenaissance, 1881 | Fotos hochladen                |
| Wohnhaus                                         | Weißquartierstraße 22 Lage                             | 18. Jahrhundert                      | barocker Mansardwalmdachbau, 18. Jahrhundert | Fotos hochladen                |
| Hafermagazin Landau                              | Weißquartierstraße 23/23a, Reduitstraße 6 Lage         | 1914–16                              | monumentaler viergeschossiger Ziegelbau, Mansarddachbau, 1914–16 | Fotos hochladen                |
| Wohnhaus                                         | Westbahnstraße 6 Lage                                  | 1876                                 | dreigeschossiges Wohnhaus, Mischformen aus Neurenaissance und Spätklassizismus, 1876 | Fotos hochladen                |
| Skulpturen                                       | Westbahnstraße, an Nr. 8 Lage                          | um 1897                              | zwei Nischenfiguren, um 1897 | Fotos hochladen                |
| Wohnhaus                                         | Westbahnstraße 10 Lage                                 | 1876                                 | dreigeschossiger Gründerzeitbau, 1876 | Fotos hochladen                |
| Wohnhaus                                         | Westbahnstraße 12 Lage                                 | 1880                                 | Sandsteinbau, Neurenaissance, 1880 | Fotos hochladen                |
| Skulpturen                                       | Westbahnstraße, an Nr. 13 Lage                         | um 1875                              | zwei Nischenfiguren, um 1875 | Fotos hochladen                |
| Wohn- und Geschäftshaus                          | Westbahnstraße 26/26a Lage                             | 18. Jahrhundert                      | Wohn- und Geschäftshaus, zweiteilige Anlage, im Kern aus dem 18. Jahrhundert; barocker Mansarddachbau, Umbau/Erweiterung 1829 ff. | Fotos hochladen                |
| Wohn- und Geschäftshaus                          | Westbahnstraße 31 Lage                                 | Ende des 17. Jahrhunderts            | dreigeschossiges Wohn- und Geschäftshaus, im Kern barock; Figur der Immakulata; Reliefstein, Holz, Ende des 17. Jahrhunderts; Reliefstein, bezeichnet 1691 und 1803 (Bild) | Fotos hochladen                |
| Protestantisches Dekanat                         | Westring 3 Lage                                        | 1904                                 | gründerzeitlicher Sandsteinbau, Eingangsturm, 1904 | Fotos hochladen                |
| Wohnhaus                                         | Westring 4/4a Lage                                     | 1896/97                              | Doppelwohnhaus; barockisierender Klinkerbau, Mansarddach, 1896/97 | Fotos hochladen                |
| Wohnhaus                                         | Westring 5 Lage                                        | 1899                                 | villenartiger Klinkerbau, Neurenaissance, 1899 | Fotos hochladen                |
| Wohnhaus                                         | Westring 7 Lage                                        | Ende des 19. Jahrhunderts            | Klinkerbau, Walmdach, Ende des 19. Jahrhunderts | Fotos hochladen                |
| Otto-Hahn-Gymnasium                              | Westring 11 Lage                                       | 1872                                 | dreigeschossige spätklassizistische Dreiflügelanlage, 1872 | weitere Bilder Fotos hochladen |
| Wohnhaus                                         | Westring 13/15 Lage                                    | 1896                                 | Doppelwohnhaus; dreigeschossiger Putzbau, Neurenaissance, 1896 | Fotos hochladen                |
| Wohnhaus                                         | Westring 18 Lage                                       | 1902                                 | dreigeschossiger Walmdachbau, Neurenaissance, bezeichnet 1902 | Fotos hochladen                |
| Wohn- und Geschäftshaus                          | Westring 19 Lage                                       | 1900                                 | Wohn- und Geschäftshaus; dreigeschossiger Sandsteinbau, Neurenaissance, 1900 | Fotos hochladen                |
| Wohnhäuser                                       | Westring 22/24/26 Lage                                 | 1881                                 | dreiteilige spätklassizistische Wohnhausgruppe, 1881 | Fotos hochladen                |
| Polizei                                          | Westring 23 Lage                                       | 1887                                 | ehemaliges königlich-bayerisches Bezirksamt; Mansardwalmdachbau, Neurenaissance, 1887 | Fotos hochladen                |
| Wohnhaus                                         | Westring 25 Lage                                       | 1888                                 | Walmdachbau, dreigeschossiges Mittelrisalit, Neurenaissance, 1888 | Fotos hochladen                |
| Wohnhaus                                         | Westring 27 Lage                                       | 1888                                 | dreigeschossiger Mansarddachbau, turmartige Seitenrisalite, Neurenaissance, 1888 | Fotos hochladen                |
| Wohnhaus                                         | Westring 28 Lage                                       | 1879                                 | gründerzeitlicher Mansardwalmdachbau, 1879 | Fotos hochladen                |
| Wohnhaus                                         | Westring 29 Lage                                       | 1881                                 | gründerzeitlicher Mansarddachbau, 1881, Hofportal bezeichnet 1894, eineinhalbgeschossiges Nebengebäude | Fotos hochladen                |
| Bankgebäude                                      | Xylanderstraße 1 Lage                                  | 1902                                 | Zweiflügelanlage, dreigeschossiger neubarocker Mansarddachbau, überkuppelter Eckturm, 1902 | Fotos hochladen                |
| Wohnhaus                                         | Xylanderstraße 2 Lage                                  | 1884                                 | dreigeschossiges Wohnhaus, Neurenaissance, 1884 | Fotos hochladen                |
| Bankgebäude                                      | Xylanderstraße 3 Lage                                  | 1901                                 | Bankgebäude; Sandsteinbau, klassizierender Jugendstil, 1901 | Fotos hochladen                |
| Wohnhaus                                         | Xylanderstraße 4 Lage                                  | 1885                                 | dreigeschossiger Gründerzeitbau, 1885 | Fotos hochladen                |
| Wohnblock                                        | Xylanderstraße 5/7/9 Lage                              | 1922                                 | viergeschossiger Wohnblock mit Offizierswohnungen; Mischformen aus Barock und Klassizismus, 1922 | Fotos hochladen                |
| Wohnhaus                                         | Xylanderstraße 6 Lage                                  | 1887                                 | dreigeschossiger Walmdachbau, Neurenaissance, 1887 | Fotos hochladen                |
| Wohn- und Geschäftshaus                          | Xylanderstraße 8 Lage                                  | 1882                                 | Wohn- und Geschäftshaus; dreigeschossiger Gründerzeitbau, 1882 | Fotos hochladen                |
| Hauptfriedhof                                    | Zweibrücker Straße 33 Lage                             |                                      | Friedhofsarchitektur: - Friedhofsgebäude; neuklassizistisch geprägte Baugruppe mit expressionistisch inspirierten Details, 1927, Ausmalung A. Kessler - Friedhofstor, klassizistisch, um 1830 - Friedhofskreuz, bezeichnet 1813, Sockel 1833 (Bild) - Kriegerdenkmal 1870/71, um 1880/90 - Kriegerdenkmal 1914/18; reliefierter, sarkophagartiger Sandsteinblock, 1920er Jahre - Kriegerdenkmal 1939/45, Obelisk, 1950er Jahre - Figur, spätbarocke Immakulata, Mitte des 18. Jahrhunderts - Figur des Heiligen Andreas; spätgotische Apostelskulptur, um 1500 Grabmale: - ehemalige Grabfigur, Trauernde am Grabkreuz, um 1910; - ehemalige Grabfigur, Trauernde, zweite Hälfte des 19. Jahrhunderts; - ehemalige Grabfigur, trauernder Knabe, zweite Hälfte des 19. Jahrhunderts; - Grabmal C. Scherer, klassizistische Stele, um 1889; - Grabmal F.J. Heiligenthal, Kruzifix über reliefiertem Block, um 1891; - Grabmal Georg von Mölter (General und Festungskommandant), Sarkophag mit Liegefigur (Bild), 1846; - Grabmal G. A. Scherer, klassizistische Stele, um 1876; - Grabmal H. Liertz, expressionistische reliefierte Stele, um 1926; - Grabmal M. F. O. Boehm, reliefierter Sarkophag, um 1840; - Grabmal F. A. Baehr, spätklassizistisch, um 1818; - Grabmal J. I. Bartholomy, reliefierte Obelisk, um 1796; - Grabmal G. J. Clauß, klassizistische Säule, um 1830; - Grabmal J. B. Lerch, klassizistischer Sarkophag, um 1813; - Grabmal A. Buchmüller, klassizistische Stele, um 1875; - Grabmal K. Hoffmann, Kreuz auf Felssockel, um 1862; - Grabmal, anonym; betendes Mädechen, wohl um 1900; - Grabmal F. N. und F. A. Mahla, neugotischer Pfeiler, Inschriftentafeln auf Fels, um 1875/1913; - Grabmal P. F. Eichborn, reliefierter Sarkophag, um 1848; - Grabmal Familie Schwarz, Jugendstilengel, um 1910; - Grabmal E. und B. von Braun, klassizistische Urne, um 1819/1823; - Grabmal, anonym; Sarkophag, 1842; - Grabmal C. Gramlich, Kunststeinrelief, um 1916; - Grabmal J. B. Keller, klassizistische Stele, um 1831; - Grabmal J. B. Stein, gotisierende Stele, um 1871; - Grabmal A. M. Buchmüller, klassizistische Stele, um 1835; - Grabmal Joseph von Gumppenberg (Generalmajor und Festungskommandant), klassizierender Sarkophag, um 1855; - Grabmal L. und K. Kaußler, Engel auf neugotischem Sockel, 1834; - Grabmal F. Haas, klassizistische Stele, um 1840; - Grabmal Karl Freiherr von Pflummern (General und Festungskommandant), Marmorsarkophag mit Liegefigur, 1850; - Grabmal C. F. Knodderer, klassizistische Stele, um 1835; - Grabmal J. C. Glöckner, klassizistischer Kegelstumpf, um 1834; - Grabmal M. A. Collmar, klassizistische Stele, um 1832; - Grabmal S. C. L. F. Cappeler, klassizistisches Relief, um 1836; - Grabmal J. F. Schneider, Reliefplatte, um 1842, 1851 ergänzt; - Grabmal V. Gräfin Bentzel-Strenau, klassizistische Säule mit Urne, um 1829; - Grabmal L. Ufer, Urne auf Kubus, Granit, um 1913; - Grabmal E. von Dursy, reliefierte neuklassizistische Stele; - Grabmal F. J. Schneider, Trauernde, um 1882; - Grabmal C. E. Jelito, reliefierte Kunststeinstele, um 1919; - Grabmal Familie Dürr, trauerndes Mädchen, um 1910/20; - Grabmal G. H. Jung, Obelisk mit Urne, um 1802; - Grabmal J. C. Jelito, spätklassizistische reliefierte Stele, um 1859; - Grabmal A. M. Fix, klassizistische Ädikula, um 1830; - Grabmal J. W. Jung, Büste, um 1867; - Grabmal B. und F. Erckmann, gebrochene klassizistische Säule mit Draperie, um 1914/18; - Grabmal Otto Hohl (?), Sarkophag, vor 1914; - Grabmal F. Hecht, Baumkreuz auf Felssockel, um 1880 (Bild); - Grabmal J. Feldbausch, Bildnis haltender Engel, um 1894; - Grabmal J. Eschmann, Eichenstamm, um 1907; - Grabmal J. L. Clausz, gusseiserne Urne, um 1839; - Grabmal W. Wöscher, neubarockes Kruzifix, Schmiedeeisen, um 1901; - Grabmal Dr. J. Beutner, Galvanoplastik vor Ädikula, um 1911; - Grabmal F. Völcker, historisierende Stele, 1926; - Gruftkapelle Trapp und Köhler, tempelartiger Sandsteinbau, um 1890 (Bild) | weitere Bilder Fotos hochladen |
| Wegekreuz                                        | Zweibrücker Straße, bei Nr. 42 Lage                    | 1729                                 | nachbarockes Kruzifix auf Tischsockel, bezeichnet 1729 | Fotos hochladen                |
| Forsthaus Taubensuhl                             | nordwestlich von Eußerthal im Landauer Stadtwald Lage  | um 1900                              | Schweizer Stil, um 1900 | weitere Bilder Fotos hochladen |

## Ehemalige Kulturdenkmäler
| Bezeichnung     | Lage                      | Baujahr         | Beschreibung | Bild            |
| --------------- | ------------------------- | --------------- | --- | --------------- |
| Wohnhaus        | Kugelgartenstraße 13 Lage | 18. Jahrhundert | dreigeschossiges barockes Wohnhaus, 18. Jahrhundert; Anfang 2017 abgerissen                                                         | Fotos hochladen |
| Weingut Bärlein | Trappengasse 6 Lage       | 1725            | ehemaliges Weingut Bärlein; ehemaliger Bogenschlussstein, bezeichnet 1725; 2017 nicht mehr in Denkmalliste geführt, Grund unbekannt | Fotos hochladen |